# Barrocal Algarvio
O cão do Barrocal Algarvio é uma raça de cão de Portugal.
Originalmente, esta raça era conhecida como cão abandeirado, felpudo algarvio, peludo algarvio, ou gadelhudo algarvio, sendo que a denominação actual «cão do barrocal algarvio», resultou de um decisão mais recente, aquando dos esforços de recuperação desta raça, evocativa da área geográfica de proveniência.

## Origem
Raça oriunda dos tempos faraónicos, de uma raça - o galgo egípcio - que foi difundido por toda a bacia mediterrânica, por fenícios e berberes. Alcançou grande prosperidade entre os habitantes do Algarve, a região mais a sul de Portugal continental, sobretudo na sub-região do Barrocal, que abarca os concelhos de  Loulé, S. Brás de Alportel, Faro, Tavira, Lagoa, entre outros, e que apresenta características geofísicas sui generis. 
Enquanto raça cinegética, o cão do barrocal algarvio tinha como principal presa o coelho-bravo, bastante comum na região pedregosa e clima agreste. Este foi o habitat onde ao longo de gerações de caçadores se foram apurando os instintos desta raça de cão. 
Na década de 1960, esteve à beira da extinção devido a introdução em massa de cães de outras raças, que passaram a ser preferidos pelos caçadores locais, em detrimento das raças autóctones.

### Atualidade
Na década de 90 do séc. XX, o Instituto Nacional de Investigação Agrária e Veterinária (INIAV) em colaboração com o Clube Português e Canicultura (CPC) começaram a fazer o levantamento de raças e espécies do barrocal algarvio e em 2006 concluíram pela necessidade de criar uma associação para tentar fazer a recuperação do cão do barrocal algarvio.
José Afonso Correia, considerado veterano matilheiro do Algarve, iniciou uma tentativa de recuperação e reintegração da raça, nascia a Associação de Criadores do Cão do Barrocal Algarvio, onde ficou decidido entre outras informações, a denominação Cão do Barrocal Algarvio enfatizando a sua identificação geográfica.
Em 2012, com o objetivo de compilar informação histórica e científica (morfológica e genética) que permitisse justificar a atribuição da classificação de raça a esta população de cães o grupo de Biologia Molecular do Instituto Nacional de Investigação Veterinária (INIAV, IP) desenvolveu um estudo de análise molecular por forma a investigar a sua identidade genética e analisar e relação com outras raças caninas autóctones portuguesas.
Este trabalhado culminou com o registo e certificação da raça em 2016, tendo o cão do barrocal algarvio passado a ser a 11.ª raça de cão autóctone registada de Portugal.
Porém, o cão do barrocal algarvio ainda só é uma raça reconhecida nacionalmente, a sua certificação pela Federação Canina Internacional ainda não se concretizou.

## Características
Possui pêlos compridos e macios, em especial na cauda. Notável caçador, tanto em acoamento como em montarias, o Cão do Barrocal Algarvio foi usado ao longo dos tempos pelos caçadores do Algarve.
Não obstante a sua evidente adaptação para o terreno pedregoso, próprio do barrocal algarvio, esta raça de cão também se mostra bem adaptada a terrenos arbóreos e a mato denso, podendo integrar matilhas dedicadas à caça grossa, em vez de se dedicar exclusivamente à caça do coelho-bravo.

### Morfologia[4]
- Cabeça – Levantada, leve e fina, com stop ligeiramente pronunciado. O crânio é um pouco mais curto o chanfro nasal;
- Olhos – Semi-oblíquos em forma de amêndoa, devido à intensidade de iluminação solar da região. O cor predominante é o castanho;
- Orelhas – Implantação alta, eretas e pontiagudas piramidal;
- Pescoço – Médio comprimento;
- Linha dorsal – semi-arqueada;
- Tórax – de média profundidade;
- Membros – Secos, fortes;
- Ventre – ligeiramente arregaçado;
- Cauda – comprida, chegando abaixo dos corvilhões, em alerta, forma uma bandeira, daí a designação de cão Abandeirado.
- Pêlo – liso e médio, muito macio.
- Cores – Amarelos (claro, escuro e fulvo), preto, castanho (claro e escuro), branco unicolor ou malhado, conjugando qualquer das cores anteriores;
- Altura – Macho 45/55 cm; fêmea 40/50 cm;
- Peso – Macho 20/25 kg; fêmea 15/20 kg.

### Temperamento
- Cão de caça por excelência, de comportamento vivaz e inteligente.[4] Dócil por temperamento e de maneio fácil, no que toca ao adestramento.[4]